# Nimrodel
Nimrodel es un personaje ficticio que pertenece al legendarium creado por el escritor británico J. R. R. Tolkien y cuya historia es narrada en la colección de relatos titulada Cuentos inconclusos de Númenor y la Tierra Media, aunque también es nombrada en la novela El Señor de los Anillos. Es una elfa silvana que habitaba en el bosque de Lothlórien durante la Tercera Edad del Sol.
Su historia fue desarrollada por J. R. R. Tolkien en el cuento «Parte de la leyenda de Amroth y Nimrodel, brevemente contada», que fue escrito en 1969 o una fecha posterior.

## Historia
Cuando el reino enano de Khazad-dûm cayó en manos de los orcos, Nimrodel se marchó sola y asustada hacia el sur. Amroth, quien la amaba, la siguió y en los lindes de Fangorn se comprometió con ella a cambio de llevarla a un lugar donde reinara la paz. Fue así como iniciaron el viaje hacia el puerto de Edhellond con el fin de partir a Aman. Sin embargo, Nimrodel se perdió en Ered Nimrais y aunque Amroth demoró su partida para buscarla, cuando no pudo encontrarla decidió partir. Justo en el momento de zarpar, Amroth creyó ver a Nimrodel en la orilla y se lanzó al mar para intentar nadar hasta ella, pereciendo en el intento ahogado en la bahía de Belfalas.
En La Comunidad del Anillo, primer tomo de El Señor de los Anillos, Legolas canta una canción en la que se habla de una gran ola que aleja el barco de Amroth de la orilla. Éste, desesperado, se arroja por la borda, tratando de nadar hasta la orilla, pero termina perdiéndose en las aguas.